# کلمنز وینکلر
کلمنز وینکلر (آلمانی: Clemens Winkler؛ زاده ۲۹ دسامبر ۱۸۳۸ درگذشته ۸ اکتبر ۱۹۰۴) یک شیمی‌دان اهل آلمان بود.